# Łętówka (dopływ Mszanki)
Łętówka (Łętowy) – potok, prawy dopływ Mszanki o długości 5,09 km i powierzchni zlewni 8,86 km².
Zlewnia potoku znajduje się w Beskidzie Wyspowym. Jego źródła położone są na zachodnich stokach góry Kiczora (Kobylica). Spływa w południowo-zachodnim kierunku doliną ograniczoną od wschodu wzniesieniami Kiczory i Dziurczaka, od zachodu Ostrej, Ogorzałej i wzgórza Janie (632 m). Zasilany jest przez liczne potoki spływające z tych gór. Większa część biegu potoku znajduje się w obrębie miejscowości Łętowe. W sąsiedniej miejscowości Mszana Górna na wysokości 452 m n.p.m. uchodzi do Mszanki. Ujście to znajduje się tuż powyżej mostu przez Mszankę. Mostem tym i dalej doliną Łętówki biegnie lokalna droga z Mszany Górnej przez Łętowe do Jurkowa.